# Monts Khangaï
Pour les articles homonymes, voir Khangai (homonymie).
Les monts Khangaï (mongol : ᠬᠠᠩᠭᠠᠢ
ᠨᠢᠷᠤᠭᠤ, VPMC : qanggai niruɣu, cyrillique : Хангай нуруу, MNS : Khangai nuruu) sont un massif montagneux de Mongolie, à 400 km environ à l'ouest d'Oulan-Bator. Ils s'étendent sur environ 500 km d'est en ouest et 300 km du nord au sud, et culminent au mont Otgontenger. Les rivières Orkhon, Selenga (par une de ses sources, l'Ider), Zavkhan, Orog, Ongi, Tchuluut, Tes et Böön Tsagaan en sont issues.
À l'ouest et au sud, les monts Khangaï se rattachent au système de l'Altaï, et au nord, aux monts Saïan. À l'est et au sud-est, ils touchent au désert de Gobi.

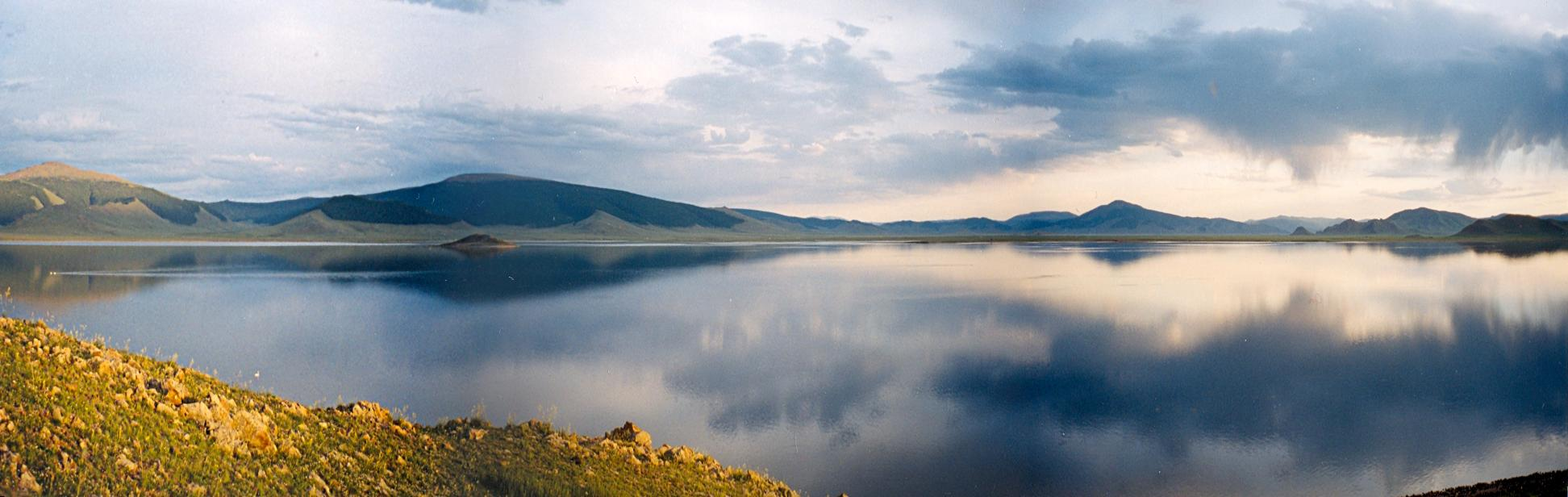
Vue du lac Terkhiin Tsagaan dans les monts Khangaï.